# Eurogra
Eurogra (ang. eurogame) – gatunek gier planszowych, które charakteryzują się względnie prostymi zasadami, relatywnie krótkim czasem gry, dość wysokim poziomem abstrakcji oraz bardzo ograniczoną interakcją między graczami. Projektanci tego rodzaju gier starają się wyeliminować element losowy i skupiają się na odpowiednich strategiach i optymalizacji ruchów, gdzie każdy z graczy zdobywa najczęściej punkty zwycięstwa i uczestniczy w rozgrywce do końca.
Ojczyzną eurogier są Niemcy, gdzie gry planszowe były tworzone już w XIX wieku. Renesans eurogier rozpoczął się w 1995 roku wraz z premierą gry Osadnicy z Catanu autorstwa Klausa Teubera, którą przetłumaczono na 30 języków i sprzedano na świecie w ponad 15 milionach egzemplarzy. Obecnie nie wszystkie eurogry pochodzą z Niemiec czy nawet z Europy, jednak Niemcy pozostają najważniejszym rynkiem, przyznając nagrody Spiel des Jahres i Deutscher Spiele Preis.
Inne nazwy dla tego typu gier to designer game i German-style board game.
Eurogry są często stawiane naprzeciw gier tzw. ameritrashowych, w których ważniejsza jest tematyka i atmosfera rozgrywki (podobnie jak w grach fabularnych) oraz posiadają sporą dozę losowości, zazwyczaj związanej z mechaniką opartą na rzutach kośćmi.

## Przykłady eurogier
- Osadnicy z Catanu
- Puerto Rico
- Carcassone
- Eufrat i Tygrys
- Wysokie napięcie
- El Grande
- Agricola
- W roku smoka
- Wsiąść do pociągu
- Dominion